# 法兰西谷地圣克鲁瓦
法兰西谷地圣克鲁瓦（法語：Sainte-Croix-Vallée-Française，法語發音：[sɛ̃t kʁwa də vale fʁɑ̃sɛz]）是法国洛泽尔省的一个市镇，位于该省东南部，属于弗洛拉克区。

## 地理
法兰西谷地圣克鲁瓦（44°10'47"N, 3°44'32"E）面积18.57 平方千米，位于法国奧克西塔尼大區洛泽尔省，该省份为法国南部内陆省份，北起上盧瓦爾省和康塔爾省，西接阿韦龙省，南至加尔省，东临阿尔代什省。
与法兰西谷地圣克鲁瓦接壤的市镇（或旧市镇、城区）包括：圣马丹-德朗叙斯克勒、圣日耳曼-德卡尔贝特、法兰西谷地穆瓦萨克、圣安德烈-德瓦尔博涅、加布里亚克、莫勒宗。

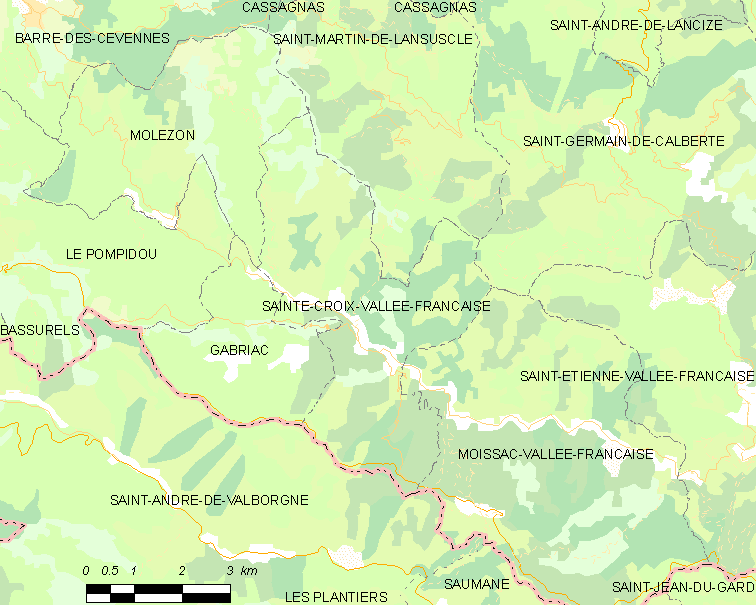
法兰西谷地圣克鲁瓦的OSM定位图

法兰西谷地圣克鲁瓦的时区为UTC+01:00、UTC+02:00（夏令时）。

## 行政
法兰西谷地圣克鲁瓦的邮政编码为48110，INSEE市镇编码为48144。

## 政治
法兰西谷地圣克鲁瓦所属的省级选区为勒科莱德代兹县。

## 人口

1962-2008年间法兰西谷地圣克鲁瓦人口变化图示

法兰西谷地圣克鲁瓦于2022年1月1日时的人口数量为305人。